# جوناثان موريس
جوناثان موريس (بالإنجليزية: Jonathan Morris)‏ هو صحفي أمريكي، ولد في 22 أغسطس 1972 في كليفلاند في الولايات المتحدة.